# Jīm rond suscrit
Le jīm rond suscrit est une lettre additionnelle de l’alphabet arabe qui est utilisée dans l’écriture du shina en Inde. Elle est composée d’un jīm ‹ ج › diacrité d’un rond suscrit.

## Utilisation
Le jīm rond rond suscrit ‹  › est utilisé pour représenter une consonne fricative rétroflexe voisée [ʐ] dans l’orthographe de Masood Samoon pour le shina gurezi dans le Jammu-et-Cachemire en Inde, plutôt écrit avec un  raʿ quatre points suscrits ‹ ڙ › ou raʿ deux lignes suscrites en shina de Dras ou Kargil dans le Ladakh, ou en shina de Gilgit-Baltistan au Pakistan.
Le clavier virtuel shina de Microsoft SwiftKey utilise la lettre jīm avec un sukūn ‹ جْ ›.